# Резкий (эсминец, 1940)
«Резкий» — один из четырёх эсминцев проекта 7 из состава Тихоокеанского Флота СССР, с 1955 «Фушунь» (кит. трад. 撫順, упр. 抚顺, пиньинь Fǔshùn) — эсминец ВМФ Народно-освободительной армии Китая типа «Аньшань». 

## Служба
Бывший советский эсминец «Резкий» — один из четырёх эсминцев проекта 7 из состава Тихоокеанского Флота СССР, переданных КНР в 1955 году. Более тридцати лет находился в строю ВМФ Народно-Освободительной Армии Китая. После вывода из состава флота в 1986 году был отдан на слом и в 1989 году разобран на судоремонтном заводе в провинции Цзянсу.

## Командиры
- апрель 1939 – ноябрь 1940 -  Чалый, Василий Филиппович[1]